# Criza din iulie

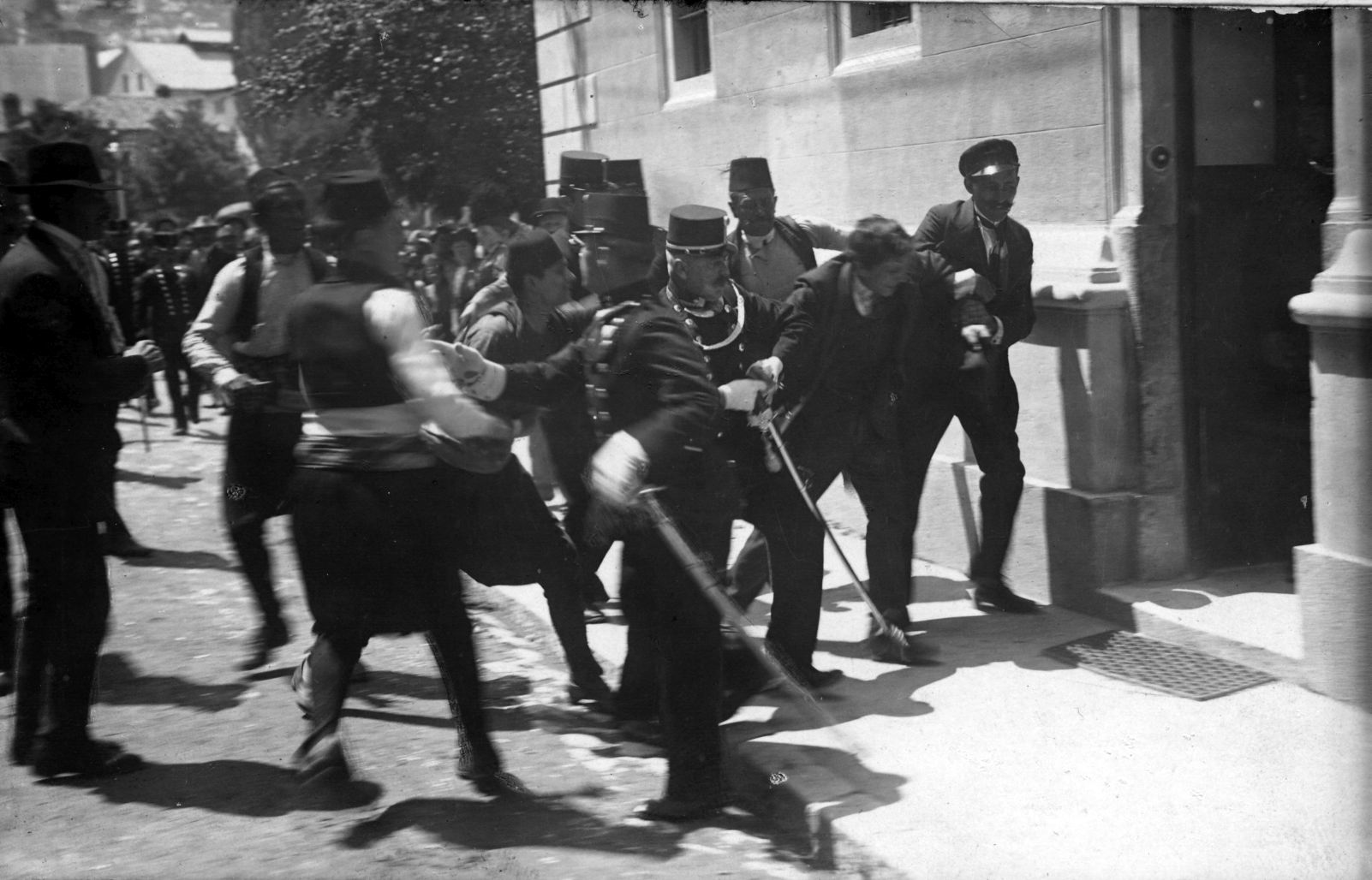
Gavrilo Princip (al doilea din stânga), asasinul lui Franz Ferdinand, arestat de poliția austro-ungară.

Criza din iulie a fost o criză diplomatică între marile puteri europene în vara anului 1914 care a culminat cu izbucnirea Primului Război Mondial. După ce naționalistul sârb Gavrilo Princip a executat atentatul de la Sarajevo, în care a murit arhiducele Franz Ferdinand, moștenitorul tronului Austro-Ungariei, o serie de manevre diplomatice care au determinat Austro-Ungaria să trimită un ultimatum Serbiei, iar în cele din urmă declanșându-se războiul.
Ultimatumul făcea parte dintr-un plan menit să reducă Regatul Serbiei ca o amenințare a Austro-Ungariei asupra controlului părții de nord a Balcanilor care avea o populație slavă semnificativă, inclusiv o comunitate sârbă în Bosnia. Acest lucru era dorit să fie obținut fie prin diplomație, fie printr-un război de dimensiuni reduse dacă ultimatumul nu era acceptat. Austro-Ungaria dorea printr-un război, însă Prim-ministrul al părții maghiare a Austro-Ungariei, István Tisza, spera că ultimatumul să fie suficient de rezonabil pentru a nu fi respins complet.
La o lună după asasinarea lui Franz Ferdinand, Austro-Ungaria a declarat război Serbiei, și prin aceasta a izbucnit Primul Război Mondial.